# Dalton Trumbo
James Dalton Trumbo (n. 9 decembrie 1905, Montrose⁠(d), Colorado, SUA – d. 10 septembrie 1976, Los Angeles, California, SUA) a fost un scenarist american. În era McCarthy a fost închis pentru 11 luni și trecut pe Lista neagră de la Hollywood. În anii următori a trebuit să lucreze sub pseudonim. Două din premiile Oscar obținute de el i-au fost recunoscute oficial decenii mai târziu.